# Розен, Цви
Цви Ро́зен (ивр. צבי רוזן‎; род. 23 июня 1947, Кёльн, Германия) — израильский футболист и футбольный тренер, играл на позиции защитника. Участник чемпионата мира 1970 года. Бронзовый призёр Кубка Азии 1968 года.

## Биография

### Клубная карьера
В течение 13 сезонов играл за «Маккаби» из Тель-Авива, в которой также был капитаном. Розен в составе «Маккаби» выиграл четыре чемпионских титула, четыре Кубка Израиля и 2 титула Азиатского клубного чемпионата.
Розен был известен как жёсткий защитник и в одном из матчей он получил травму носа после столкновения с нападающим «Хапоэля» из Петах-Тиквы Наумом Стельмахом. В 1977 году перешёл в «Хапоэль» из Йехуда, в котором отыграл три сезона и ушёл из футбола.

### Карьера в сборной
В составе сборной Израиля Розен принимал участие на Кубке Азии 1968 года и завоевал бронзовые медали. В том же году Розен был основным игроком на олимпийском футбольном турнире, где сыграл в 4 матчах, а сборная Израиля дошла до 1/4 финала.
На чемпионате мира 1970 года Розен был основным игроком и сыграл в трёх матчах группового этапа со сборными Уругвая (0:2), Швеции (1:1) и Италии (0:0). Израиль заработал 2 очка и не вышел из группы. Всего за сборную Израиля сыграл 58 матчей и забил 5 голов.

### Тренерская карьера
Работал главным тренером нескольких израильских клубов. С 1982 по 1984 год возглавял «Хапоэль» из Тель-Авива, в качестве которого в 1983 году выиграл Кубок Израиля.

## Достижения
«Маккаби (Тель-Авив)»
- Чемпион Израиля (4): 1966/68, 1969/70, 1971/72, 1976/77
- Обладатель Кубка Израиля (3): 1966/67, 1969/70, 1976/77
- Обладатель Суперкубка Израиля (1): 1968
- Обладатель Азиатского клубного чемпионата (2): 1969, 1971